# Virginia Slims of Washington 1983
Virginia Slims of Washington 1983 — жіночий тенісний турнір, що проходив на закритих кортах з килимовим покриттям. Належав до Світової чемпіонської серії Вірджинії Слімс 1983. Відбувсь удванадцяте і тривав з 3 січня до 10 січня 1983 року. Всі раунди перед фінальним відбулись у GWU Charles Smith Center у Вашингтоні (США), а фінал - у Capital Centre у Лендовері (США). Перша сіяна Мартіна Навратілова здобула титул в одиночному розряді й отримала за це 28 тис. доларів США.

## Фінальна частина

### Одиночний розряд
Мартіна Навратілова —  Сільвія Ганіка 6–1, 6–1
- Для Навратілової це був 1-й титул в одиночному розряді за сезон і 71-й — за кар'єру.

### Парний розряд
Мартіна Навратілова /  Пем Шрайвер —  Кеті Джордан /  Енн Сміт 4–6, 7–5, 6–3
- Для Навратілової це був 2-й титул за сезон і 149-й — за кар'єру. Для Шрайвер це був 1-й титул за рік і 35-й — за кар'єру.

## Розподіл призових грошей
| Дисципліна       | П       | F       | ПФ     | ЧФ     | 1/8    | 1/16 |
| Одиночний розряд | $28,000 | $14,000 | $7,000 | $3,350 | $1,675 | $825 |

## Нотатки
1. ↑  Фінал відбувся в понеділок, 10 січня, а не в неділю.[1]